# رسائل حرة
رسائل حرة (بالإسبانية: Letras Libres) هي مجلة أدبية شهرية تصدر باللغة الإسبانية وتنشر في المكسيك وإسبانيا. توفر هذه المجلة، التي تم اختراعها من قبل أكتافيو باث مساحة للمقالات والقصائد والقصص والمقابلات والكتب والأخبار والتقارير الببليوغرافية والرسومات الأدبية، بالإضافة إلى الفنون البصرية وتعليقات القراء والملاحظات الثقافية.

## التاريخ والملف الشخصي
رسائل حرة، هي مجلة مطبوعة منذ عام 1999 في المكسيك، ومنذ عام 2001 في إسبانيا، تحتوي من ثمانية عشر إلى عشرين مقالة في كل عدد. المؤرخ المكسيكي إنريكي كراوز هو مؤسس المجلة  وهو أيضًا محرر. الناشر هو أديتوريا فولتا، وهي شركة نشر بارزة شارك في تأسيسها الحائز على جائزة نوبل في الأدب، أكتافيو باث. يقع مقر المجلة في مكسيكو سيتي.
المجلة هي وريثة للمجلات الأدبية السابقة في أمريكا اللاتينية،على وجه التحديد فويلتا، التي توقفت عن النشر في عام 1998 مع وفاة مؤسسها باث.
في بداية عام 2000، أطلقت المجلة موقعها على الإنترنت، الذي صممه دانيلو بلاك. 
ووفقًا للإحصاءات التي نشرتها المجلة في الذكرى العاشرة لتأسيسها، فإن 40٪ منها خلال عقدها الأول قد كتبها مؤلفون مكسيكيون، و 25٪ لغير الناطقين باللغة الإسبانية، و 25٪ لغير الناطقين بالإسبانية. ترجمت الأعمال الأخيرة خصيصًا للمجلة. 

### المساهمين
بعض المساهمين المنتظمين في المجلة هم من كبار المفكرين في أمريكا اللاتينية وبلدان أخرى: ماريو فارغاس يوسا، غابرييل زيد، رودريجو فريسن، غيلرمو شيريدان، فرناندو سافاتير، هوغو هيريارت، خوان فيورو، ألبيرتو باريرا تيزكا، خوسيه دي لا كولينا، خوسيه إميليو باتشيكو، إنريكي فيلا ماتاس، أدولفو كاستانون، روجر بارترا، ديفيد ريف، بيسام ألفارو، جورج إدواردز، باتريسيو برون.
تصنف ستانديش وبيل المجلة على أنها «الجناح اليميني» في وجهات نظرها السياسية، على الرغم من أنها نشرت كتابًا يساريين أيضًا. ويقولون حيث أنه يمثل المؤسسات الثقافية والأدبية في المكسيك، يمكن تصنيفه على أنه جناح يمين.

## الطبعات
تحتوي المجلة على طبعتين: واحدة في المكسيك وأخرى، منذ عام 2001، في إسبانيا. على الرغم من أن المحتويات الرئيسية لكلتا الطبعات هي نفسها بشكل أساسي، فإن كل إصدار ينشر مواد مختلفة من حيث انتقاد الإصدارات التحريرية والنقد الفني. الطبعة الإسبانية هي عضو في رابطة المجلات الثقافية الإسبانية (ARCE).

## الأقسام
الأقسام الأكثر تكرارًا في المجلة هي:
- التعايش: عادة ما يتضمن مقالات تركز على القضايا السياسية والثقافية والاجتماعية الحالية.
- الملف: سلسلة من المقالات المخصصة لموضوع الغلاف.
- المقابلة: في كل قضية، تتحدث شخصية مختلفة من المسار المعترف به عن عمله وآرائه.
- القصائد: إبداعات أصلية وغير منشورة بشكل عام. كما يتم نشر الترجمات.
- القصة: عينة من أفضل السرد القصير الحالي.
- الريبورتاج: كل شهر يتضمن عملاً صحفيًا متعمقًا حول مواضيع ذات صلة دولية.
- الكتب: ركز قسم النقد الأدبي على مستجدات سوق النشر، على الرغم من أنه يتضمن عادة «إعادة قراءة» للمؤلف الكلاسيكي. من بين «النقاد» من هذا القسم هو كريستوفر دومينغيز مايكل.
- تراكيب شعرية: قسم مخصص للنصوص المتنوعة؛ المقالة القصيرة، وقائع وتأملات الرحلة تميز هذا القسم من المجلة. كما يشمل الآن قسمًا من النقد الفني المخصص للفيلم والفنون التشكيلية والهندسة المعمارية ووسائل الإعلام الأخرى.

## روابط خارجية
- https://www.letraslibres.com/ (باللغة الإسبانية)

https://www.poemas-del-alma.com/blog/especiales/letras-libres-revista